# Tanypus monotomus
Tanypus monotomus är en tvåvingeart som först beskrevs av Jean-Jacques Kieffer 1924.  Tanypus monotomus ingår i släktet Tanypus och familjen fjädermyggor.
Artens utbredningsområde är Tyskland. Inga underarter finns listade i Catalogue of Life.